# Debelt
Debelt (en búlgaro: Дебелт) es un pueblo del municipio de Sredets en la provincia de Burgas en el sureste de Bulgaria, a unos 25 kilómetros de Burgas. Tiene una población de 1.574 y una altitud de 46 kilómetros. El pueblo fue fundado hacia el siglo II por el emperador romano Vespasiano. Entonces se llamaba Deultum, fue la única colonia romana en tierras búlgaras en la dinastía Flavia. Durante la era bizantina era conocida como Develtos (en griego: Δεβελτός).